# Nachman Aronszajn
Nachman Aronszajn (* 26. Juli 1907 in Warschau; † 5. Februar 1980 in Corvallis, Oregon) war ein polnisch-amerikanischer Mathematiker, der sich mit Analysis und mathematischer Logik befasste.

## Leben
Aronszajn studierte an der Universität Warschau, an der er 1930 bei Stefan Mazurkiewicz promoviert wurde, und er wurde 1935 ein zweites Mal an der Sorbonne bei Maurice Fréchet promoviert. Er war 1930 bis 1940 in Frankreich (das er als Jude unter deutscher Besatzung verlassen musste), 1940 bis 1945 in Großbritannien, dann wieder bis 1948 in Frankreich und ging 1948 in die Vereinigten Staaten. Er lehrte an der Oklahoma State University – Stillwater (damals Oklahoma Agricultural and Mechanical University), ging aber, nachdem die Universität Ainsley Diamond entließ, da dieser einen Loyaliltätseid verweigerte. Er ging mit Diamond 1951 an die University of Kansas und war dort ab 1951 Professor. 1977 wurde er emeritiert. Danach war er Adjunct Professor an der University of Oregon in Corvallis.
Er ist unter anderem für einen Satz mit Kennan T. Smith bekannt, dass jeder kompakte Operator in einem Banachraum von zwei und mehr Dimensionen einen invarianten Unterraum hat. In der Funktionalanalysis entwickelte er mit Stefan Bergman die Theorie von Hilberträumen mit reproduzierendem Kern (Satz von Aronszajn und Moore).
In der Mengenlehre ist der Aronszajn-Baum nach ihm benannt, ein Baum mit überabzählbar vielen Knoten, bei dem aber Zweige und Stufen nicht überabzählbar sind. Aronszajn konstruierte so einen Baum 1934.
Mit Prom Panitchpakdi führte er injektive metrische Räume ein (auch hyperkonvexe metrische Räume genannt).

## Schriften
- Theory of Reproducing Kernels, Transactions of the American Mathematical Society, Band 68, 1950, S. 337–404.
- mit K. T. Smith: Invariant subspaces of completely continuous operators, Annals of Mathematics, Band 60, 1954, S. 345–350
- mit P. Panitchpakdi: Extensions of uniformly continuous transformations and hyperconvex metric spaces, Pacific Journal of Mathematics, Band 6, 1956, S. 405–439, Korrektur Band 7, 1957, S. 1729
- Sur les décompositions des fonctions analytiques uniformes et sur leurs applications, Acta Mathematica, 65, 1935, 1–156